# Menghistu Hailé Mariàm
Mènghistu Hailé Mariàm, detto il Negus Rosso (Wolayita, 21 maggio 1937), è un militare, rivoluzionario e politico etiope, dittatore dell'Etiopia dal 1977 al 1991.
Dopo il crollo del regime, fu costretto a fuggire in Zimbabwe, dove attualmente vive e presta servizio come consulente per la sicurezza del governo. È stato condannato in contumacia all'ergastolo prima (2007) e alla pena di morte poi (2008) da una corte etiope per genocidio e altri crimini commessi sotto la sua dittatura.

## Biografia

### Primi anni
Menghistu Hailé Mariàm nacque probabilmente il 21 maggio 1937 a Uelaita nella provincia di Caffa, nel governatorato di Harar. Il giovane seguì le orme di suo padre, ex schiavo divenuto caporale dell'esercito etiope. Frequentò l'accademia militare di Olettà (vicino ad Addis Abeba) dove si diplomò nel 1966. Inviato negli Stati Uniti d'America, a Fort Leavenworth (Kansas) per corsi di perfezionamento, nel 1967 Menghistu fu trasferito al poligono militare di Aberdeen nel Maryland per un'ulteriore formazione supplementare. Durante il periodo di assegnazione alla base, Menghistu frequentò corsi presso l'Università del Maryland maturando sentimenti antiamericani e sviluppando simpatie marxiste e per la causa degli afroamericani (erano gli anni del Movimento delle Pantere Nere e di "Potere nero"). Dopo il ritorno nel suo paese natale avvenuto nel 1971, Menghistu fu posto al comando di un battaglione meccanizzato e più tardi di una unità di demolizione e promosso al grado di maggiore.

### Ascesa al potere
Nel 1974 il regime dell'imperatore Hailé Selassié perdette il consenso della popolazione a seguito di una tremenda carestia nella provincia di Uollo, e nello stesso anno l'imperatore fu detronizzato da un colpo di Stato da parte dell'esercito che si organizzò in un nuovo organo governativo, il Derg. Menghistu fu inviato ufficialmente a rappresentare la 3ª Divisione di Harar, presso la nuova assemblea, perché il suo comandante, il generale Nega Tegnegn, che era stato spesso in disaccordo con Menghistu, volle liberarsi della sua pericolosa presenza.
L'uomo si mostrò subito uno dei membri più radicali e nazionalisti del Derg, diventando in appena tre mesi uno degli esponenti più influenti del consiglio militare: ciò portò alla sua elezione, nel novembre del 1974, a vicepresidente del Derg.

### Leader dell'Etiopia
Menghistu divenne capo plenipotenziario del Derg solo dopo il 3 febbraio 1977, quando in una sparatoria fu ucciso Tafari Bante, leader della suddetta giunta militare. Facendo valere il prestigio acquisito e il suo peso politico, Menghistu prese il potere in qualità di capo di Stato, e consolidò immediatamente la sua posizione con l'esecuzione del suo più stretto collaboratore (e potenziale rivale), Atnafu Abatè, il 13 novembre dello stesso anno, accusandolo di attività contro-rivoluzionarie.
Tra il 1977-1978 Menghistu scatenò sul paese una violenta persecuzione contro i suoi avversari: funzionari del vecchio governo imperiale, nobili, membri della Chiesa etiopica (tra cui il patriarca Theophilos) e sostenitori dell'EPRP (unico movimento di opposizione al Derg) furono scovati e trucidati mediante esecuzioni extra-giudiziarie; questo periodo, chiamato Terrore rosso, continuò impegnando sempre maggiori risorse nel tentare di reprimere la lotta di liberazione degli eritrei che, anche nella povertà di mezzi, riuscirono a creare seri problemi all'esercito di Addis Abeba. Sempre durante questo periodo l'Etiopia grazie all'aiuto militare cubano e sovietico riuscì a respingere l'invasione della Somalia dalla regione dell'Ogaden.
Dopo la scomparsa del dominio imperiale, il governo militare guidato dall'ideologia marxista del suo leader cercò di smantellare la preesistente struttura socioeconomica del paese, in parte ancora feudale, attraverso una serie di riforme mirate e di instaurare un sistema economico di stampo socialista.

### Caduta ed esilio
Nel triennio 1983-1985 il paese venne colpito da una carestia di vastissime proporzioni che portò alla morte di un milione di persone. Stremato dalle rivolte, dal collasso economico del Paese, dalla siccità su larga scala e dal problema dei rifugiati, il regime venne in ultimo deposto da una coalizione di forze ribelli, il FRDPE, nel 1991. Menghistu fuggì in Zimbabwe, presso il suo alleato Robert Mugabe, dove tuttora risiede prestandosi come consigliere sulla sicurezza.
Dopo un processo durato 12 anni, nel 2007 è stato condannato in absentia alla pena dell'ergastolo per genocidio assieme a 108 alti funzionari del Derg. Il 26 maggio 2008 l'appello della procura è stato accolto dalla Corte suprema che lo ha condannato a morte (con altri 38 funzionari del regime militare) con questa sentenza:
(Sentenza del 26 maggio 2008)
Alcuni esperti ritengono che centinaia di migliaia di studenti universitari, intellettuali e politici (tra cui l'imperatore Hailé Selassié) siano stati uccisi durante il governo di Menghistu. Esistono stime differenti riguardo al numero di persone uccise durante il Terrore rosso: Amnesty International stima che un totale di 500 000 persone siano state uccise; invece, le stime dell'Unione Africana sono ancora più alte, con un totale di 700 000 persone uccise durante il periodo.